# Johannes Drost
Johannes Drost (Róterdam, 22 de junio de 1880-ibídem, 18 de septiembre de 1954) fue un nadador de estilo espalda neerlandés que compitió en los Juegos Olímpicos de París 1900.
Ganó la medalla de bronce en los 200 m de estilo espalda.